# Ryhor Baradulin
Ryhor Iwanawicz Baradulin, biał. Рыгор Іванавіч Барадулін, ros. Рыгор (Григорий) Иванович Бородулин, Rygor (Grigorij) Iwanowicz Borodulin (ur. 24 lutego 1935 w Wierasouka, zm. 2 marca 2014 w Mińsku) – białoruski poeta, eseista, tłumacz.

## Życiorys
Urodził się 24 lutego 1935 roku w chutorze Wierasouka w rejonie uszackim w rodzinie Iwana i Kuliny Baradulinów. W 1954 roku ukończył szkołę średnią w Uszaczu. W latach 1954–1959 studiował filologię na Białoruskim Uniwersytecie Państwowym, po czym podjął pracę jako redaktor w periodyku „Sowietskaja Biełorussija”, następnie w czasopismach „Biarozka”, „Połymia”. Pracował w wydawnictwie „Biełaruś” i „Mastackaja litaratura”.
W 1984 roku wchodził w skład państwowej delegacji BSRR, która brała udział w pracy XXXIV posiedzenia Zgromadzenia Ogólnego ONZ. Był jednym z założycieli białoruskiego PEN Club, którego w latach 1990–1999 był prezesem, a od 1999 roku – wiceprezesem. Baradulin był członkiem Białoruskiego Frontu Ludowego. W latach 1995–1997 wchodził w skład kierownictwa Open Society Institute.
Ryhor Baradulin z małżeństwa miał córkę Ilonę, malarkę. Zmarł w Mińsku 2 marca 2014 roku.

## Twórczość
Twórczość Baradulina nie ma jednego określonego stylu. Pod względem języka charakteryzuje się szeroką gamą środków stylistycznych, użyciem celnych metafor. Cechuje ją bogaty język i psychologizm. Ryhor Baradulin zadebiutował w 1953 roku w gazecie „Czyrwonaja zmienia” („Чырвоная змена”). W 1959 roku wydał swój pierwszy tomik poezji Maładzik nad stepam (Маладзік над стэпам). Ogółem dzieła Baradulina zostały wydane w 70 zbiorach, w skład których weszły wiersze, satyry, eseje, felietony, przekłady, wiersze dla dzieci, artykuły krytyczne. W latach 1984 oraz 1996–2002 ukazywały się utwory wybrane pisarza. W 2005 roku ukazał się kolejny tomik poezji pisarza Ksty (Ксты), w 2006 roku – Runy Pierunowy (Руны Перуновы).
Utwory Baradulina zostały przetłumaczone na jedenaście języków.

### Przekłady na język białoruski
- 1975 Błakitny zwon Hrenady (Блакітны звон Грэнады) – utwory wybrane Federica Garcíi Lorca
- 1980 Wiej, wiatrok! (Вей, вятрок! – Wiej, wietrzyku) – sztuka Rainisa Pūt, vējiņi!
- 1981 Miełodyja kaliny (Мелодыя каліны) – wybór poezji Iwana Dracza
- 1984 Wietralist (Ветраліст) – poezja Frédérica Mistrala
- 1986 Słowa pra pachod Iharau (Слова пра паход Ігараў – Słowo o wyprawie Igora) – XII-wieczny zabytek literatury staroruskiej
- 1989 Rubai (Рубаі – Rubajjaty Omara Chajjama) – czterowiersze Omara Chajjama
- 2003 Rymski trypcich (Рымскі трыпціх – Tryptyk rzymski) – poemat Jana Pawła II, wydany na Białorusi z okazji dwudziestopięciolecia pontyfikatu papieża

Ponadto tłumaczył utwory Williama Szekspira, George’a Gordona Byrona, Pabla Nerudy, Nicolása Guilléna, Adama Mickiewicza, Władysława Broniewskiego, Siergieja Jesienina, Rasuła Gamzatowa i innych.

## Nagrody i odznaczenia
- 1976 – premia im. Janki Kupały

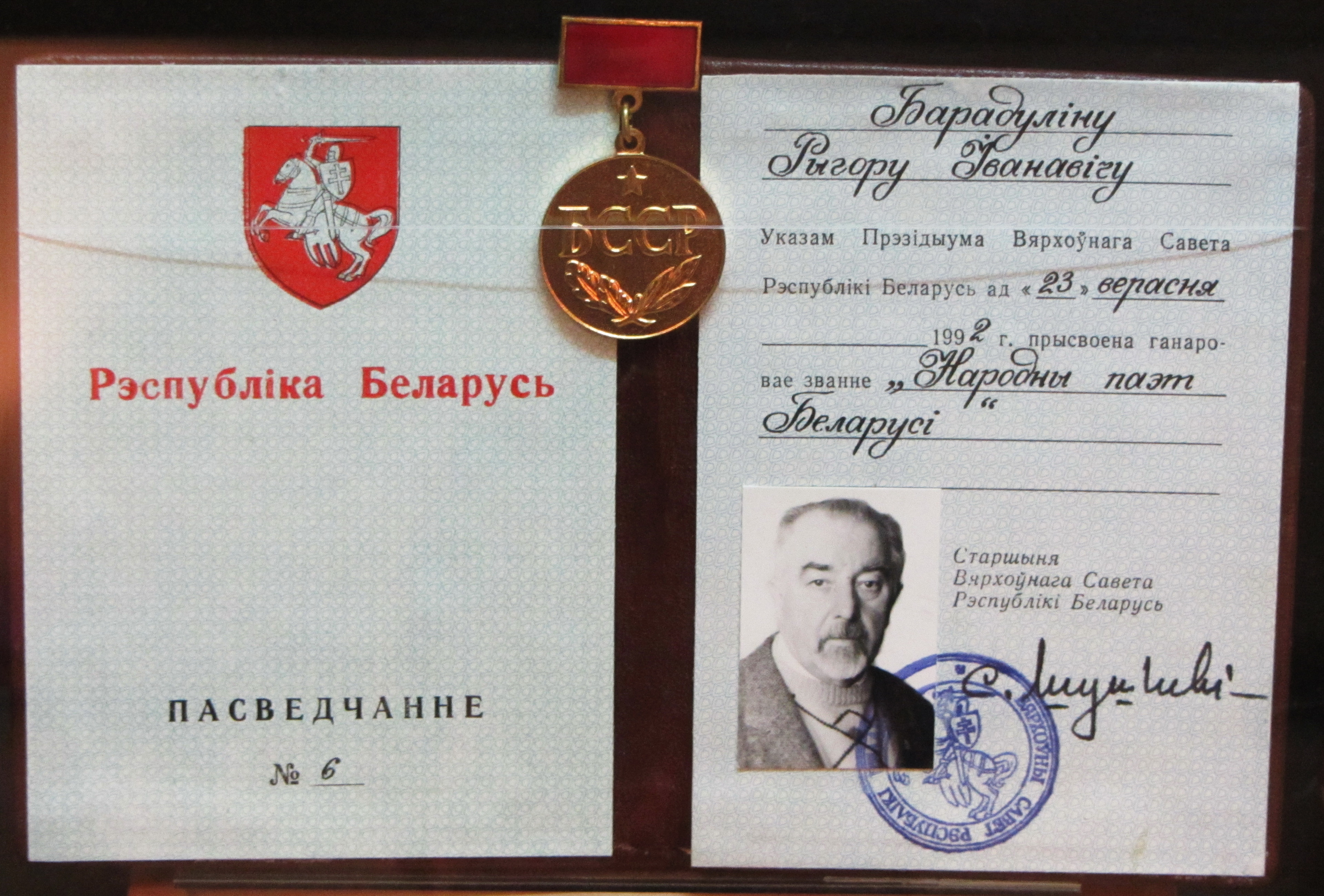
Świadectwo nadania Baradulinowi tytułu narodowego poety Białorusi

- 1976 – laureat premii Leninowskiego Komsomołu Białorusi (Ленінскага камсамола Беларусі) za tomik poezji Rum (Рум) i przekłady poezji Federica Garcíi Lorca.
- 1992 – tytuł Narodowy Poeta Białorusi (Народны паэт Беларусі)
- 1995 – łotewski Order Trzech Gwiazd
- 2006 – nominacja do nagrody Nobla w dziedzinie literatury za tomik poezji Ksty.

Ponadto otrzymał radziecki Order „Znak Honoru” i Order Przyjaźni Narodów, białoruski Medal Franciszka Skaryny oraz został mianowany honorowym doktorem Białoruskiego Uniwersytetu Państwowego i honorowym obywatelem rejonu uszackiego.